# Wanda Sykes
Wanda Yvette Sykes (Portsmouth, 1964. március 7.)) Primetime Emmy-díjas amerikai színésznő, humorista, írónő. 1999-ben Emmy-díjat nyert a The Chris Rock Show írásáért. 2004-ben az Entertainment Weekly a 25 legviccesebb amerikai egyikének nevezte. Ismert még a Christine kalandjai, a Félig üres és a Feketék fehéren című sitcomokban nyújtott szerepeiről.

## Élete
A virginiai Portsmouth-ban született. Családjával Maryland államba költöztek, amikor harmadik osztályos volt. Anyja bankár volt, apja ezredes a Pentagonban.
A gambrillsi Arundel Középiskolába járt, és a Hampton Egyetemen érettségizett marketingből. Első munkája a Nemzetbiztonsági Ügynökségnél (National Security Agency, NSA) volt. Itt öt évig dolgozott.
Mivel nem volt teljesen megelégedve a munkájával, 1987-ben stand-upolni kezdett a washingtoni Coors Light Super Talent Showcase-ben. Itt lépett fel először nagyközönség előtt.
1992-ben New York Citybe költözött. Első korai tévés fellépése a kilencvenes évek elején volt Russell Simmons Def Comedy Jam című műsorában, ahol Adele Givens-szel, J. B. Smoove-val, D. L. Hughley-val, Bernie Mac-kel és Bill Bellamy-val lépett fel. Mikor a Hal Leonard kiadónak dolgozott, Peter Magadini "Polyrhythms - The Musician's Guide" című könyvét szerkesztette. Első áttörése akkor volt, amikor Chris Rockkal lépett fel a Caroline's Comedy Clubban.
1997-ben csatlakozott a The Chris Rock Show írógárdájához.
1991-től 1998-ig Dave Hall zenei producer volt a férje. 2008 novemberében nyilvánosan bejelentette, hogy leszbikus. Egy hónappal korábban hozzáment egy francia nőhöz, Alex Niedbalski-hoz, akivel 2006-ban találkozott. 2009 áprilisában ikreik születtek: Olivia és Lucas.

## Filmszerepei
- 2001: Pootie Tang – Biggie Shorty

## További információ
- Hivatalos oldal
- Wanda Sykes a PORT.hu-n (magyarul)
- Wanda Sykes az Internetes Szinkronadatbázisban (magyarul)
- Wanda Sykes az Internet Movie Database-ben (angolul)
- Wanda Sykes a Rotten Tomatoeson (angolul)